# Meliha Diken

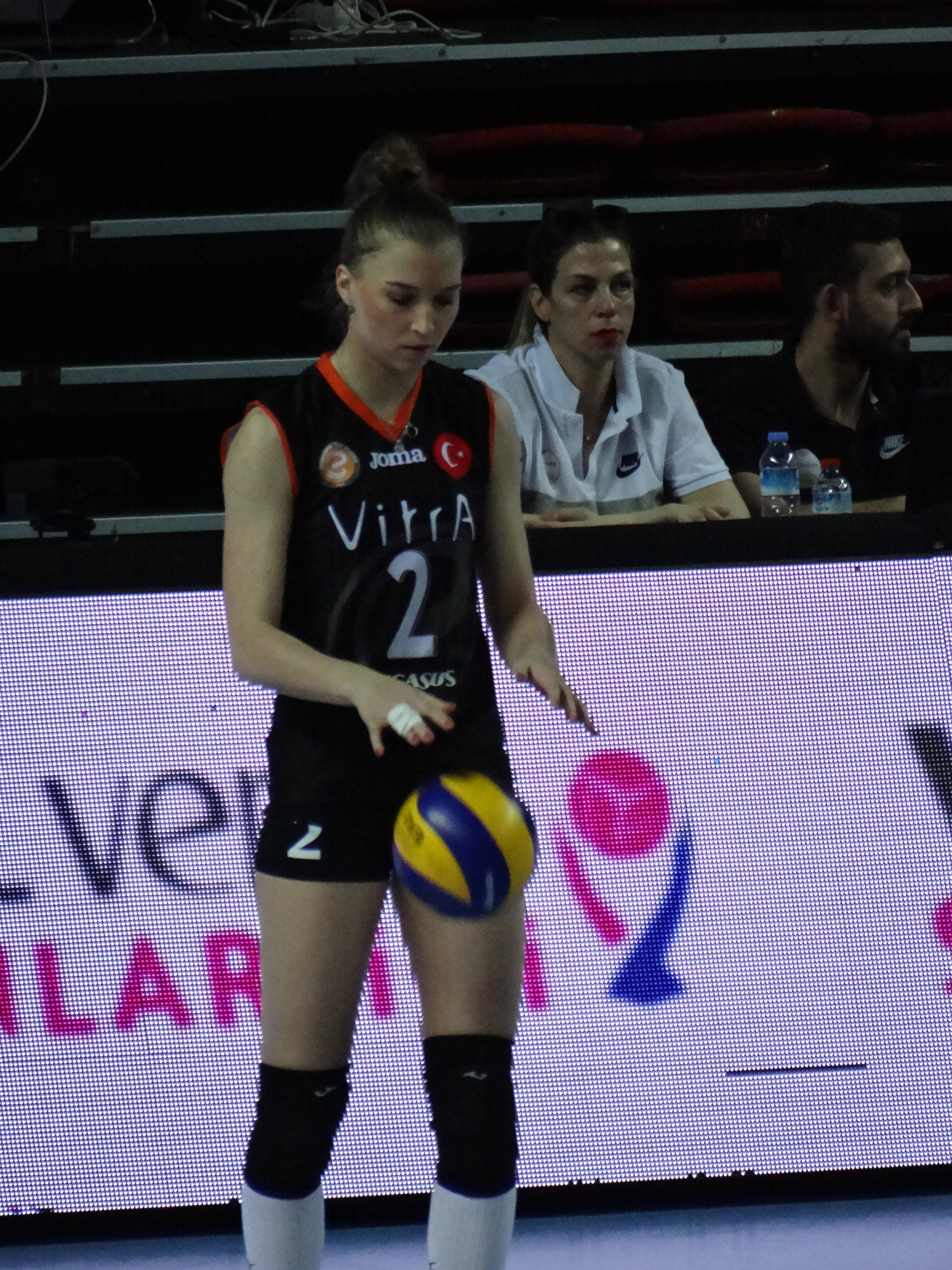
Meliha İsmailoğlu zawodniczką Eczacıbaşı Stambuł w sezonie 2017/2018

Meliha Diken z domu İsmailoğlu (ur. 17 września 1993 w Gradačac) – turecka siatkarka pochodzenia bośniackiego, reprezentantka kraju, grająca na pozycji przyjmującej. W 2014 zagrała w kilku turniejach siatkówki plażowej.
Pod koniec lipca 2022 roku w Czarnogórze poślubiła Görkema Dikena.

## Kariera klubowa
| Kariera juniorska | Kariera juniorska                       | Kariera juniorska | Kariera juniorska | Kariera juniorska | Kariera juniorska | Kariera juniorska | Kariera juniorska | Kariera juniorska | Kariera juniorska | Kariera juniorska |
| ----------------- | --------------------------------------- | ----------------- | ----------------- | ----------------- | ----------------- | ----------------- | ----------------- | ----------------- | ----------------- | ----------------- |
| Lata              | Klub                                    |                   |                   |                   |                   |                   |                   |                   |                   |                   |
|                   | OK Kula Gradačac (Bośnia i Hercegowina) |                   |                   |                   |                   |                   |                   |                   |                   |                   |
| Kariera seniorska |                                         |                   |                   |                   |                   |                   |                   |                   |                   |                   |
| Lata              | Klub                                    |                   |                   |                   |                   |                   |                   |                   |                   |                   |
| 2011–2014         | İlbank Ankara                           |                   |                   |                   |                   |                   |                   |                   |                   |                   |
| 2014–2017         | Fenerbahçe Grundig Stambuł              |                   |                   |                   |                   |                   |                   |                   |                   |                   |
| 2017–2019         | Eczacıbaşı VitrA Stambuł                |                   |                   |                   |                   |                   |                   |                   |                   |                   |
| 2019–2021         | VakıfBank Stambuł                       |                   |                   |                   |                   |                   |                   |                   |                   |                   |
| 2021–2025         | Fenerbahçe Opet Stambuł                 |                   |                   |                   |                   |                   |                   |                   |                   |                   |
| 2025–             | Eczacıbaşı Dynavit Stambuł              |                   |                   |                   |                   |                   |                   |                   |                   |                   |

## Sukcesy klubowe
Puchar Turcji:
- 2015, 2017, 2019, 2021, 2024[6], 2025[7]

Mistrzostwo Turcji:
- 2015, 2017[8], 2021, 2023[9], 2024[10]
- 2016, 2018, 2019, 2022[11], 2025[12]

Superpuchar Turcji:
- 2015, 2018,  2022[13], 2024[14]

Liga Mistrzyń:
- 2021
- 2016

Puchar CEV:
- 2018

Klubowe Mistrzostwa Świata:
- 2018, 2019, 2021

## Sukcesy reprezentacyjne
Liga Europejska:
- 2014

Volley Masters Montreux:
- 2015
- 2018

Igrzyska Europejskie:
- 2015

Mistrzostwa Świata U-23:
- 2015

Liga Narodów:
- 2018
- 2021

Mistrzostwa Europy:
- 2019
- 2021

## Nagrody indywidualne
- 2009: Siatkarka roku w Bośni i Hercegowinie
- 2011: Siatkarka roku w Bośni i Hercegowinie